# Angiogénesis
La angiogénesis

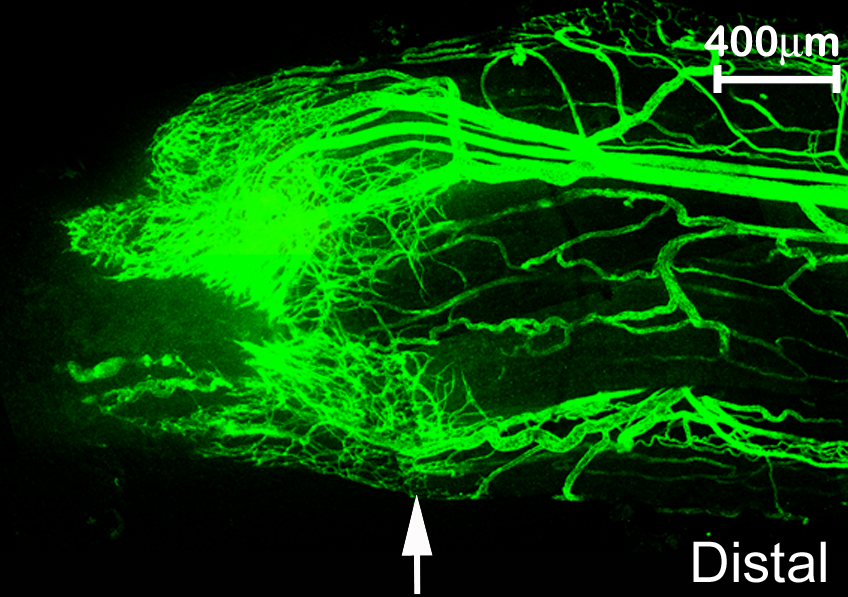
Angiogénesis dentro de un nervio. Se observa a la izquierda y en el centro, la creación de nuevos capilares.
Las células del endotelio (en color verde) está teñidas específicamente mediante anticuerpos. Microscopio confocal.

es el proceso fisiológico que consiste en la formación de vasos sanguíneos nuevos a partir de los vasos preexistentes formados en la etapa temprana del proceso embriológico (vasculogénesis). La angiogénesis continúa el crecimiento de la vasculatura por procesos de brote y germinación.
La vasculogénesis por otra parte, es la formación embriológica de: células endoteliales a partir de sus células precursoras mesodérmicas, y de la neovascularización. Los primeros vasos que se desarrollan en el embrión son formados a través de procesos de vasculogénesis, y posteriormente la angiogénesis es responsable de la mayoría del desarrollo de los vasos sanguíneos durante el embarazo y también en la enfermedad.

## Características
La angiogénesis es un proceso de múltiples pasos que incluye: la migración y la proliferación de células endoteliales (EC), la formación y organización de grupos celulares en estructuras tubulares, que madurarán en vasos sanguíneos estables.
La angiogénesis es un proceso normal y vital durante el crecimiento y el desarrollo, así como en la cicatrización y en la formación de tejido de granulación.
Sin embargo, es también un paso fundamental en la transición de tumores de un estado benigno a uno maligno, lo que ha llevado al desarrollo de fármacos inhibidores de la angiogénesis para el tratamiento del cáncer. Este rol esencial de la angiogénesis en el crecimiento tumoral fue propuesto por primera vez en 1971 por Judah Folkman, quien describió los tumores como "calientes y sangrantes", demostrando que, al menos para la mayoría de las estirpes tumorales, la perfusión e incluso la hiperemia son característicos.

## Tipos
En la etapa posnatal, la formación de nuevos vasos sanguíneos ocurre mediante angiogénesis, que es la formación de nuevos vasos sanguíneos desde vasos preexistentes.

Este proceso es desarrollado a través de 4 diferentes mecanismos: brotes angiogénicos, intususcepción, elongación/ampliación e incorporación de células precursoras circulantes en vasos sanguíneos.

### Angiogénesis por brote

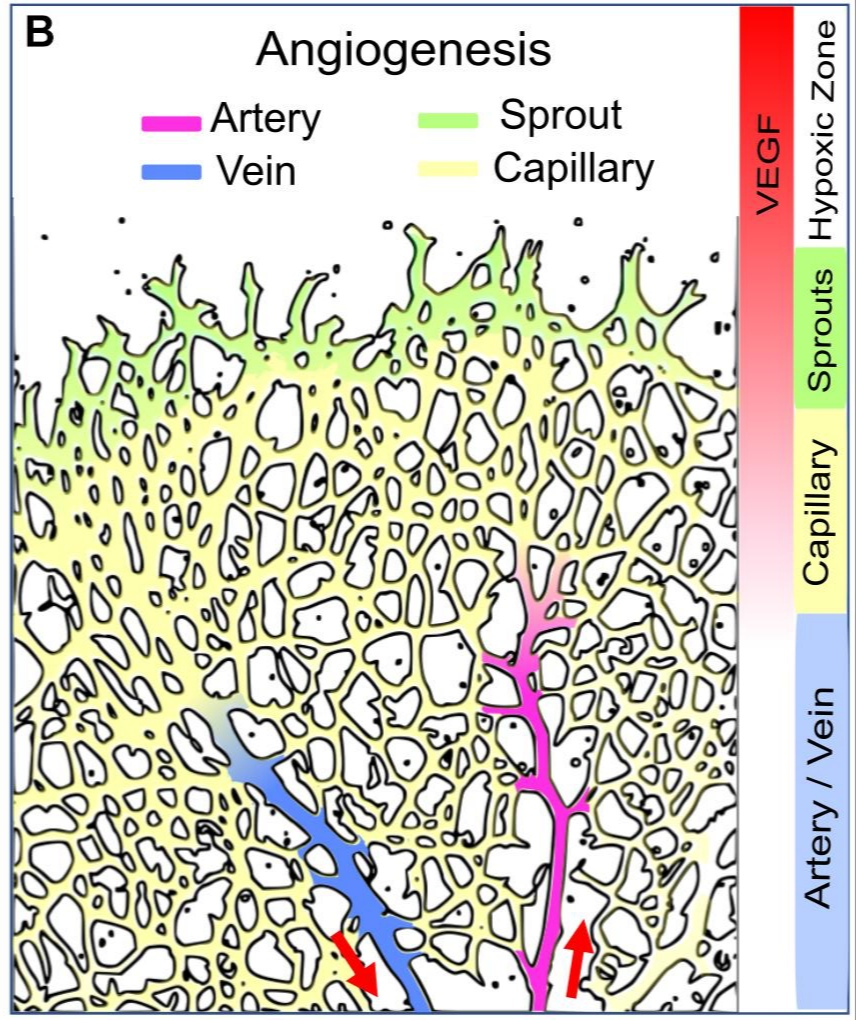
Esquema de la angiogénesis de capilares, Hipoxia y VEGF.

La angiogénesis por brote fue la primera forma que se identificó de angiogénesis y es por esto que se tiene mucho mayor entendimiento que de la angiogénesis intususceptiva. La angiogénesis por brote ocurre en muchos situaciones bien definidas. La señal inicial viene de áreas tisulares que carecen de vasculatura. La hipoxia que se presenta en estas áreas causa a los tejidos demandar la presencia de nutrientes y oxígeno que permitan a las células llevar a cabo actividades metabólicas. Debido a esto, las células parenquimatosas producen y secretan factor de crecimiento endotelial vascular (VEGF-A por sus siglas en inglés), el cual es un factor de crecimiento proangiogénico.
Esta señalización biológica activa receptores en las células endoteliales presentes en los vasos sanguíneos preexistentes. Después, las células endoteliales activas, también conocidas como células punta, comienzan a liberar enzimas llamadas proteasas que degradan la membrana basal para permitir a las células endoteliales "escapar" de la pared vascular original. Las células endoteliales posteriormente proliferan en la matriz circundante y forman brotes sólidos conectando vasos vecinos. Las células que están proliferando se posicionan detrás de las células punta y son conocidas como células de tallo. La proliferación de estas células permite al brote capilar crecer en longitud de manera simultánea.
De la misma forma que los brotes se extienden hacia la fuente del estímulo angiogénico, células endoteliales migran en grupo, usando moléculas de adhesión llamadas integrinas. Estos brotes después forman aros hasta convertirse en un vaso de lumen completo al mismo tiempo que las células migran hacia el sitio de la angiogénesis. Los brotes crecen a un ritmo de varios milímetros por día, y permite a los nuevos vasos crecer a través de brechas en la vasculatura. Es notablemente diferente de la angiogénesis por división porque forma vasos completamente nuevos en lugar de dividir los vasos existentes.

### Angiogénesis intususceptiva
La angiogénesis intususceptiva, también conocida como angiogénesis por división, es la formación de un vaso sanguíneo nuevo por división de un vaso sanguíneo existente en dos.
La intususcepción fue observado por primera vez en ratas neonatales. En este tipo de formación vascular, la pared capilar se extiende dentro del lumen para dividir un solo vaso en dos.
Hay cuatro fases descritan en la angiogénesis intususceptiva:
1. Las dos paredes capilares opuestas establecen una zona de contacto.
2. Se reorganizan las uniones de las células endoteliales y se perfora la bicapa del vaso para permitir que los factores de crecimiento y las células penetren en la luz.
3. Se forma un núcleo entre las 2 nuevos vasos en la zona de contacto que se llena con los pericitos y miofibroblastos. Estas células comienzan a colocar fibras de colágeno en el núcleo para proporcionar una matriz extracelular para el crecimiento de la luz del vaso.
4. El núcleo se desarrolla sin alteraciones en la estructura básica

La intususcepción es importante porque es una reorganización de las células existentes. Permite un gran aumento en el número de capilares sin un aumento correspondiente en el número de células endoteliales. Esto es especialmente importante en el desarrollo embrionario, ya que no hay suficientes recursos para crear una microvasculatura rica con nuevas células cada vez que se desarrolla un nuevo vaso.

## Importancia en medicina

### Angiogénesis en la cicatrización
La angiogénesis es un fenómeno normal durante la cicatrización de las heridas. Después de lesiones de transección de un nervio, existe un aumento en: el factor de crecimiento vascular endotelial A, los macrófagos y los neutrófilos reclutados dentro del nervio, lo que estimula la angiogénesis en el nervio dañado. Se puede examinar la formación de vasos sanguíneos después de la sección del nervio, utilizando el marcador endotelial de células CD31.
La angiogénesis terapéutica puede simularse mediante materiales cargados de fármacos o activados por genes. A los 5 días después de la transección, la formación de vasos sanguíneos se puede ver claramente en los dos muñones proximal y distal del nervio. Al sexto día las redes vasculares se anastomosan.

### Angiogénesis en el tumor
Los factores de crecimiento, como el bFGF y VEGF pueden inducir el crecimiento capilar en el tumor, proveer los nutrientes que necesita el tumor para crecer. Por lo tanto la angiogénesis es un paso necesario y requerido para la transición de un grupo inofensivo pequeño de células, a un tumor de gran tamaño.
La angiogénesis también es imprescindible para la diseminación de un cáncer, o metástasis. Las células cancerosas pueden desprenderse de un tumor sólido determinado, entrar en un vaso sanguíneo o linfático y trasladarse a un sitio distante, donde pueden implantarse y comenzar el crecimiento de un tumor secundario o metástasis.

Está demostrado que los vasos sanguíneos en un tumor sólido dado pueden estar mezclados como células endoteliales y células malignas. Este mosaico de células permite la infiltración de células tumorales en la vascularización sanguínea. El crecimiento subsecuente de estas metástasis también requerirá una fuente de alimentos y de oxígeno.
Las células endoteliales son mucho más estables genéticamente que las células del cáncer, y tienen un periodo de duplicación de aproximadamente 120 días. La estabilidad genómica junto a su longevidad (comparada con las células tumorales), pueden ser un blanco ideal para las terapias dirigidas contra ellas. Las células endoteliales no escaparán a la terapia, pues no experimentarán mitosis con una tasa tan rápida y no desarrollarán ninguna mutación de resistencia a la droga en la generación siguiente.
La investigación de la angiogénesis es un campo amplio en la investigación del cáncer, y se sugiere que las terapias tradicionales, como radioterapia, puedan actuar más eficazmente en parte apuntando hacia el compartimiento endotelial genómicamente estable de la célula, más que en el compartimento genómicamente inestable de la célula tumoral. Las células tumorales desarrollan resistencia rápidamente debido al tiempo de generación rápido (días) y a la inestabilidad genómica (variación), mientras que las células endoteliales son un buen blanco debido a un periodo de duplicación largo (meses) y estabilidad genómica (variación baja).
El resultado final de atacar a las células endoteliales es la extinción de una especie o población de las células (células endoteliales), seguida por el derrumbamiento del ecosistema (el tumor).
La terapia basada en la angiogénesis tumoral confía en la existencia de los inhibidores naturales de la angiogénesis como la angiostatina, endostatina y tumstatina. Estas son las proteínas que proceden de proteínas estructurales preexistentes de fragmentos específicos como el colágeno o plasminógeno.
Los anticuerpos monoclonales dirigidos contra el VEGF como el bevacizumab pueden ser fármacos prometedores en el tratamiento de determinados cánceres como el de recto.